# Mesjid Lama
Mesjid Lama is een bestuurslaag in het regentschap Batu Bara van de provincie Noord-Sumatra, Indonesië. Mesjid Lama telt 7299 inwoners (volkstelling 2010).